# Schœnau
Schœnau é uma comuna francesa na região administrativa de Grande Leste, no departamento Baixo Reno. Estende-se por uma área de 10,24 km². Em 2010 a comuna tinha 615 habitantes (densidade: 60,1 hab./km²).